# Škocjan
Škocjan là một khu tự quản (tiếng Slovenia: občine, số ít – občina) trong vùng Dolenjska của Slovenia. Škocjan có diện tích 60.4 km2, dân số là theo điều tra ngày 31 tháng 3 năm 2002 là 3035 người. Thủ phủ khu tự quản Škocjan đóng tại Škocjan.